# Печера Араго
42°50′22″ пн. ш. 2°45′18″ сх. д. / 42.83944° пн. ш. 2.755° сх. д.Печера Араго (La Caune de l'Arago) — карстова печера в південних передгір'ях Корб'єрів, гірського регіону в департаменті Східні Піренеї на півдні Франції, поблизу міста Тотавель.
З 1964 року в печері було знайдено кілька десятків скам'янілостей, вік яких оцінюється приблизно в 450 000 років і які приписують пізньому Homo erectus (Гайдельберзька людина). Одна з цих скам'янілостей, череп Араго XXI, виявлений 22 липня 1971 року, також став відомий як Homme de Tautavel (Людина з Таутавеля). Печера, розташована за 20 км на північний захід від Перпіньяна, була відома як місце виявлення скам’янілостей тварин у 19 столітті, але систематичні розкопки почалися лише на початку 1960-х років під керівництвом французького палеоантрополога Генрі де Ламлі.

## Галерея

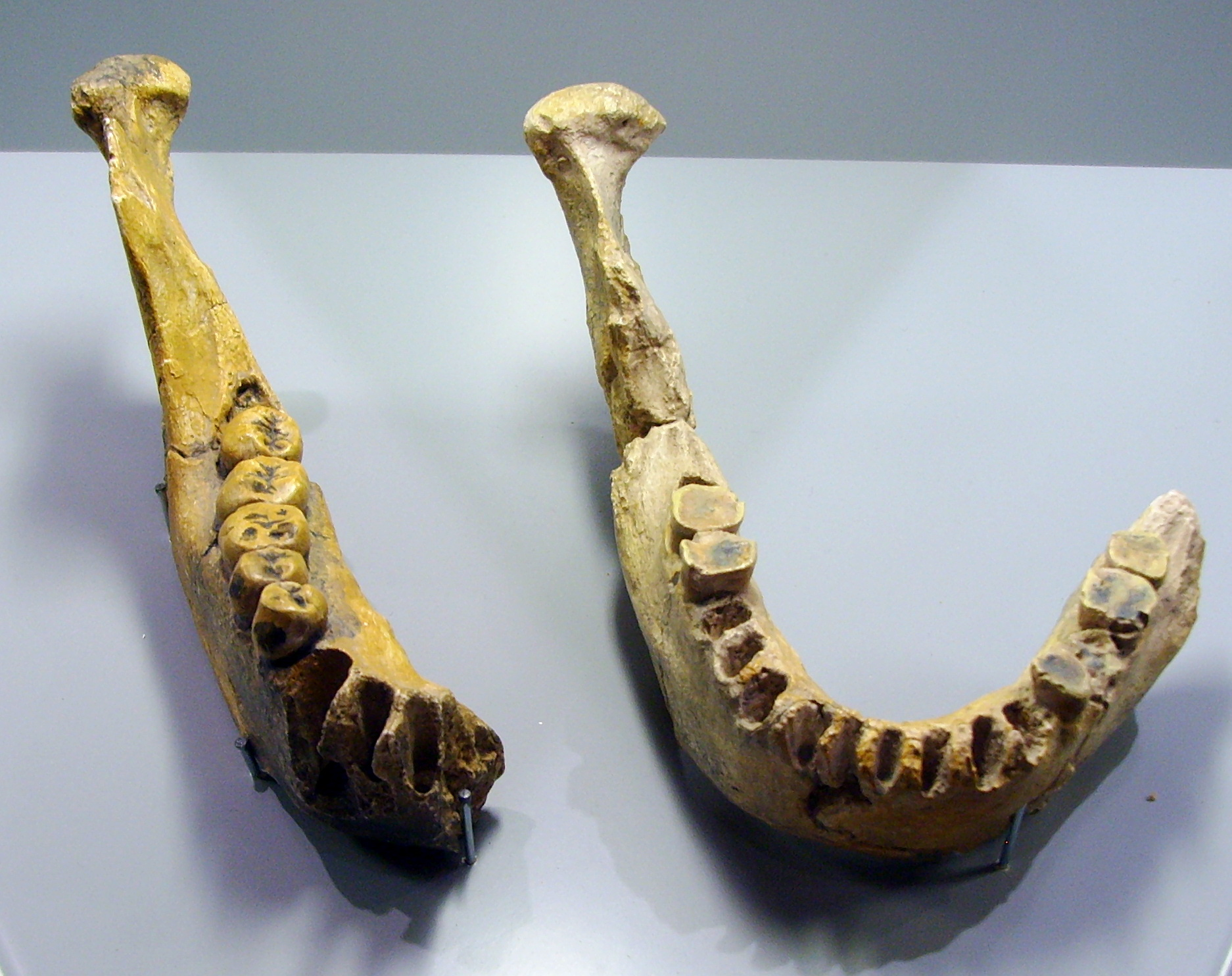
Копія щелеп Араго ХІІІ та Араго ІІ

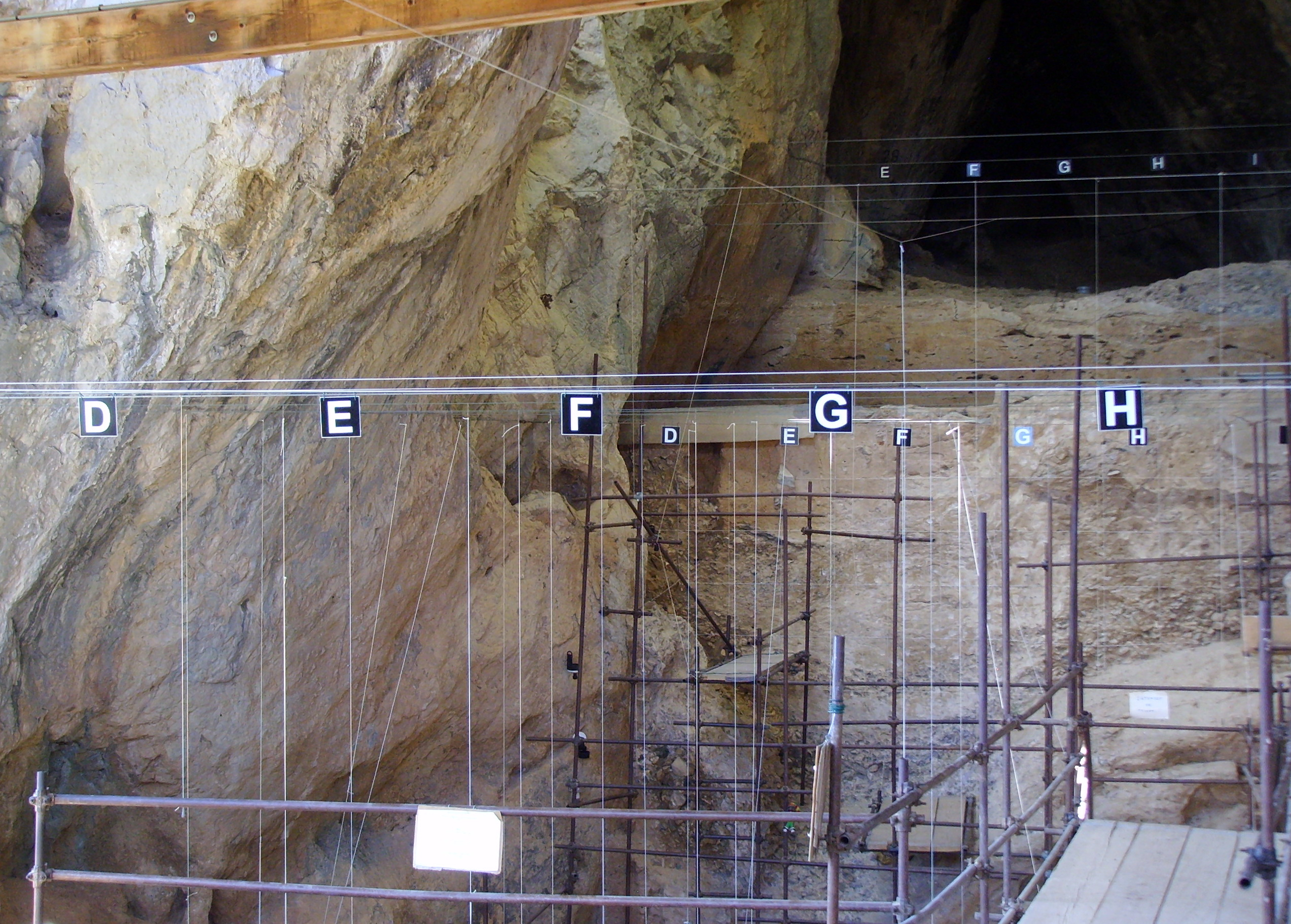
Печера Араго, літо 2008

## Інтернет-ресурси
- Tautavel: Chasseurs de la Préhistoire. Auf: culture.fr, zuletzt abgerufen am 17. März 2022.
- Webseite der Gemeinde Tautavel zum Musée de Préhistoire. Auf: tautavel.com, zuletzt abgerufen am 17. März 2022.
- Webseite des Musée de Préhistoire. Auf: 450000ans.com, zuletzt abgerufen am 17. März 2022.
- Informationen zu den Funden und zur Höhle von Arago. Auf: 450000ans.com, zuletzt abgerufen am 17. März 2022.